# 小林俊夫
小林 俊夫（こばやし としお、3月4日 - ）は、日本の男性声優、ナレーター。東京都出身。青二プロダクション所属。

## 経歴
1988年、青二塾東京校9期生。1989年に青二プロダクション所属。

## 人物
声優としては、多数のアニメに出演、テレビのナレーションも務めており、幅広い活躍を行っている。
資格・免許は普通自動車免許。趣味は空を見ること。特技は発明。

## 出演

### テレビアニメ
1989年
- キテレツ大百科（1989年 - 1995年、松山、柳瀬 他）
- ドラゴンボールZ（1989年 - 1993年、兵士、側近、管制官、男、アナウンサー、警官）

1990年
- かりあげクン（大村、大学生）
- 新ビックリマン（聖サタイタン、囃ラー）
- まじかる☆タルるートくん（1990年 - 1992年、黒服軍団、バット、チンピラ、男性客、TV画面の男、男、男生徒、審判、生徒、男子生徒、自転車、ロコ、警官、右腕、不良C、雨雲太郎）
- 魔法使いサリー（1990年 - 1991年、手代A、チビ 他）
- もーれつア太郎（ココロのボスの子分）

1991年
- きんぎょ注意報!（溝口先生、牛A、救助隊A、オニ、ウシ男）
- キン肉マン キン肉星王位争奪編（1991年 - 1992年、記者、観客、若者、ミスターVTR、男、主人）
- ゲッターロボ號（兵士B 他）
- ハイスクールミステリー学園七不思議（片田信吾）

1992年
- ウルトラマンキッズ 母をたずねて3000万光年（不思議の国の仲間たち、レンズ）
- スーパービックリマン（パイロット悪魔、悪魔兵）
- ドラゴンクエスト ダイの大冒険（司会者）
- ちびまる子ちゃん（先生）
- 超電動ロボ 鉄人28号FX（キャスター）
- 美少女戦士セーラームーン（1992年 - 1993年、男、スタジオ員、記者、医者、執事、係員） - 2シリーズ

1993年
- GS美神（警備隊員）

1994年
- 蒼き伝説 シュート!（高橋信人）
- ママレード・ボーイ（男子生徒）

1995年
- アニメ世界の童話（果物屋、長男）

1996年
- ゲゲゲの鬼太郎（第4作）（業者、泥棒A、助手、剛の父）
- ドラゴンボールGT（ホテルマン）

2004年
- 妄想代理人（笠秋彦）

2006年
- DEATH NOTE（予備校教師）

2007年
- 天保異聞 妖奇士（店主）

2009年
- アリソンとリリア（ウーノ）

2011年
- 日常（魚雷跳びナレーション）

### 劇場アニメ
- 風の名はアムネジア（1990年）
- ドラゴンクエスト ダイの大冒険（1991年、兵士）
- まじかる☆タルるートくん（1991年、サッカーボール）
- まじかる☆タルるートくん 燃えろ!友情の魔法大戦（1991年、悪魔軍団）
- ドラゴンボールZ 激突!!100億パワーの戦士たち（1992年、誘導ロボ）
- ドラゴンボールZ 極限バトル!!三大超サイヤ人（1992年、人造人間15号[7]）
- Coo 遠い海から来たクー（1993年、通信兵）
- 三国志 完結編・遥かなる大地（1994年、周泰）

### OVA
1990年
- 変幻退魔夜行 カルラ舞う!〜仙台小芥子怨歌〜（男生徒B）

1991年
- スローステップ（バスの運転手、男A）
- 人魚の森（兵隊A）
- BE-BOP-HIGHSCHOOL（石田）
- 星くずパラダイス（青年）

1992年
- うしおととら（父親、警官）
- 機神兵団（鈴木）
- 創竜伝

1993年
- 仮面ライダーSD 怪奇!?クモ男（スーパー1）

1994年
- 鬼切丸（アナウンサー）
- 銀河英雄伝説
- BOUNTY DOG/月面のイブ（老爺）

2001年
- 怪童丸（藤原道長）

2004年
- 大YAMATO零号（タイラー）

### ゲーム
- ライズ・オブ・ザ・ドラゴン（1992年、ラルフ）※メガCD版
- ドラゴンスレイヤー英雄伝説II（1992年、ヨシュアのマスター）
- メタルギアソリッド ポータブル・オプス（2006年、兵士）
- エースコンバット6 解放への戦火（2007年、スネークピット）
- BLADESTORM 百年戦争（2007年、ヨウジィ）
- メタルギアソリッド ポータブル・オプス+（2007年、兵士）
- ドラゴンボール レイジングブラスト2（2010年、人造人間15号）
- ドラゴンボールヒーローズ（2010年 - 2018年、人造人間15号） - 5作品[注 1]
- スーパードラゴンボールヒーローズ ワールドミッション（2019年、人造人間15号）
- ドラゴンボール レジェンズ（2019年、人造人間15号）

### ドラマCD
- CDシアター ドラゴンクエストIV（審判）
- CDドラマコレクションズ 三國志（李恢徳昂）
- SWORD WORLD いにしえの巨人伝説 序章（アーヴェルの側仕え）
- ロードス島戦記 カセットブック6 復讐の霧（若いエルフ）

### ラジオドラマ
- 花の慶次（2012年、氏家監物）

### 吹き替え
- きかんしゃトーマス（トレバー、アルフィー 他）

### 特撮
- 電光超人グリッドマン（1993年、セールスマンの声）

### ナレーション
- ウォッチ!
- FNNスーパーニュース
- 情報プレゼンター とくダネ!（とくダネ!特捜部）
- 新堂本兄弟（堂本一問一答、お知らせ堂本）
- スポーツセンターU.S.A
- パワーワイド
- 秘密のケンミンSHOW
- ポンキッキーズ（フィンガー3）
- リンカーン
- ワイド!スクランブル
- わかってちょーだい!
- 踊る!さんま御殿!!

### テレビドラマ
- ムコ入り刑事 高山家・明の事件ファイル